# تشرمنيانو
تشرمنيانو (بالإيطالية: Cermignano)‏ هي بلدية في مقاطعة تيرامو في إقليم أبروتسو الإيطالي.

## السكان
في سنة 1861 بلغ عدد السكان 2٬389 نسمة، وتطور العدد ليصل في سنة 2011 لـ 1٬787 نسمة.
يظهر هذا المخطط البياني تطور النمو السكاني لـ تشرمنيانو